# Karl Julius Beloch

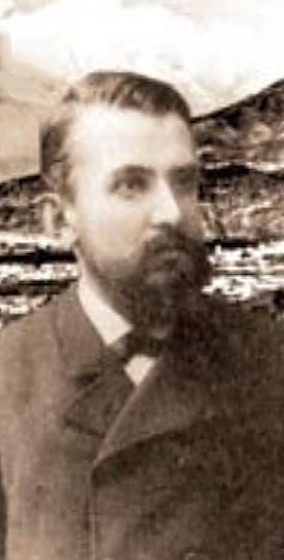
Karl Julius Beloch

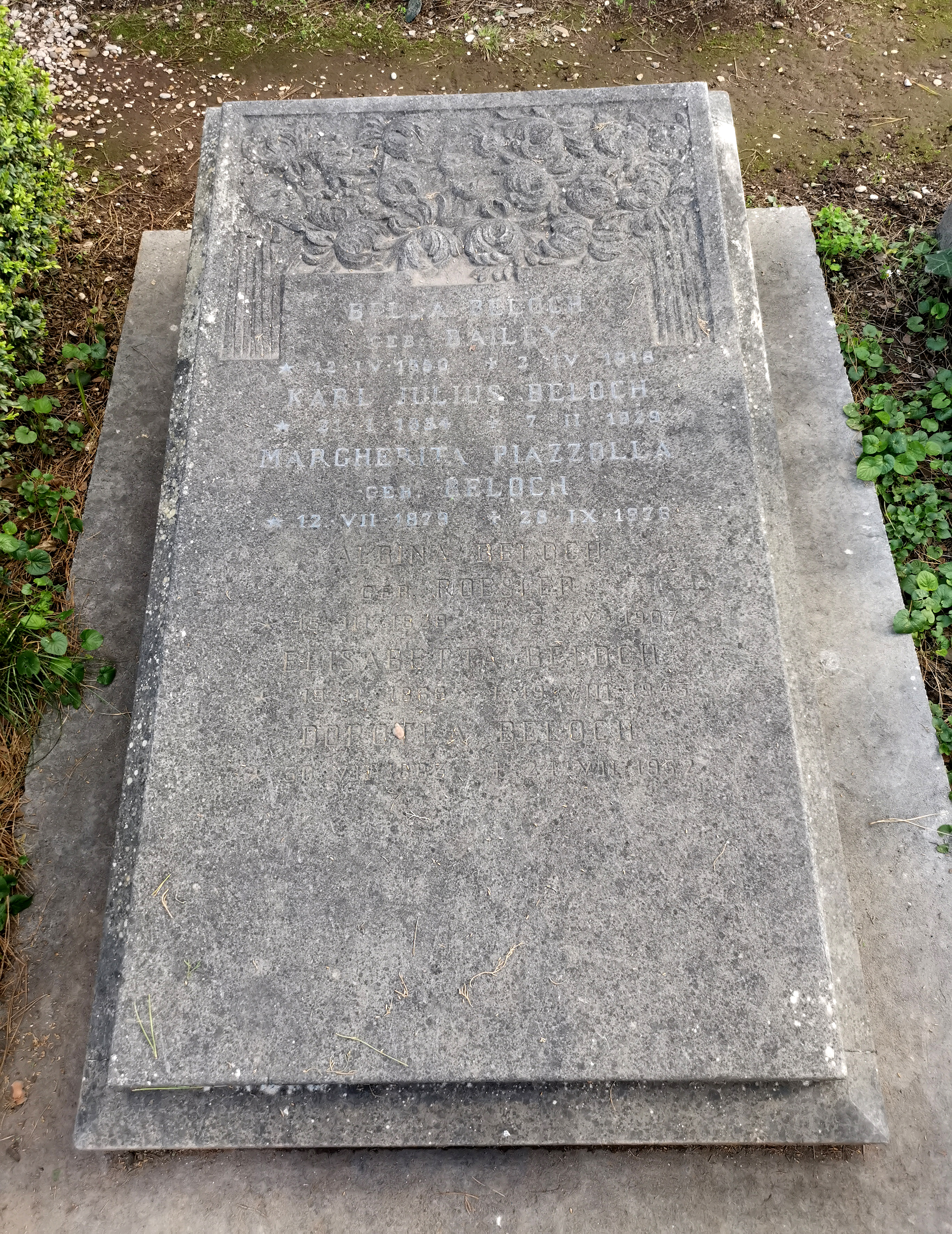
Grab auf dem Nichtkatholischen (Protestantischen) Friedhof Rom

Karl Julius Beloch (* 21. Januar 1854 in Petschkendorf in Lubin-Gmina; † 1. Februar 1929 in Rom) war ein deutscher Althistoriker.

## Leben und Werk
Beloch, der Sohn eines niederschlesischen Rittergutsbesitzers war, litt früh an Tuberkulose, was ihn zu Aufenthalten in Italien zwang. Er studierte an den Universitäten Palermo und Rom sowie in Heidelberg und wurde dort 1875 promoviert. Im Jahr 1877 habilitierte er sich in Rom und trat dort, an der Sapienza, auch zwei Jahre später eine außerordentliche Professur für Alte Geschichte an. Einer seiner Gasthörer war der spätere Papst Pius XII.
Beloch stand den antiken Quellen sehr skeptisch gegenüber und vertrat die Methodik einer neuen (oft allerdings sehr subjektiven) Rekonstruktion. In der deutschen Wissenschaft galt er als Außenseiter, zumal er mit Theodor Mommsen heftig aneinandergeriet, der Belochs Berufung an die Universität Greifswald verhinderte; stattdessen trat Mommsens Schüler Otto Seeck die dortige Professur an. Der selbstbewusste Beloch kam in seinem Werk Der italische Bund unter Roms Hegemonie (1880), in dem er unter anderem statistische Methoden anwandte und die Quellen sehr kritisch prüfte, zu anderen Schlussfolgerungen als Mommsen, worauf dieser mit einer scharfen und teils gehässigen Replik antwortete. Beloch sollte dies nie vergessen. Und auch wenn Beloch zweifellos hochintelligent war (seine Fähigkeiten, etwa als Wirtschaftshistoriker, wurden ihm auch von Mommsen nie grundsätzlich abgesprochen), konnte er bisweilen selbst sehr selbstgerecht und böswillig urteilen, ebenso wie sich teilweise sein Antisemitismus bemerkbar machte, der ihn unter anderem zu einem negativen Urteil über Karthago führte. Auch Ulrich von Wilamowitz-Moellendorff äußerte sich über die Persönlichkeit Belochs eher ungünstig.
Aufgrund des Streits mit Mommsen konnte Beloch nie wieder in Deutschland Fuß fassen. Er blieb als Professor in Rom und übte eine für die Entwicklung der italienischen Altertumswissenschaft sehr einflussreiche Lehrtätigkeit aus. Mommsen verhinderte 1889 mit einem scheinbar neutral formulierten Gutachten die Berufung Belochs nach Breslau, wo die vakante Professur Eduard Meyers dann vom Mommsenschüler Ulrich Wilcken übernommen wurde, obwohl Meyer selbst Beloch favorisiert hatte. 1912, einige Jahre nach Mommsens Tod, trat dieser doch noch ein Ordinariat in Leipzig an, das er aber bereits im folgenden Jahr aufgrund des Gesundheitszustands seiner Ehefrau wieder aufgab und nach Rom zurückkehrte. 1926 wurde er zum auswärtigen Mitglied der Göttinger Akademie der Wissenschaften gewählt.
Beloch verfasste eine mehrbändige Griechische Geschichte, deren Besonderheit darin lag, dass jeder der vier Hauptbände aus je zwei Teilbänden bestand. In einem davon gibt Beloch eine Erzählung der Ereignisse, im anderen erfolgte eine ausführliche Diskussion, wie er zu seiner Auffassung gelangt ist. Seine wichtigste Abweichung von der gängigen Lehrmeinung bestand darin, dass er annahm, dass zwischen der Mykenischen Zeit und der Archaischen Zeit keine Dunklen Jahrhunderte existiert hätten. Hervorzuheben ist auch seine Bewertung des Perikles hinsichtlich des Ausbruchs des Peloponnesischen Kriegs. Das Werk war sehr einflussreich und gilt bis heute, trotz neuerer Forschungsergebnisse, noch immer in vielem als wegweisend.
Ebenfalls als Standardwerk gilt seine Arbeit über die Demographie der alten Welt, die, trotz mancher neuerer Erkenntnis und einiger Korrekturen, wohl recht genau war. So berechnete er die Bevölkerungszahl des Imperiums zur Zeit des Augustus auf etwa 54 Millionen Menschen, wobei der griechische Osten des Reiches stärker bevölkert gewesen sei als der Westen. Außerdem veröffentlichte er unter anderem auch eine Römische Geschichte.
Seine Tochter Margherita Beloch Piazzolla war Mathematikprofessorin in Ferrara.

## Schriften (Auswahl)
- Der italische Bund unter Roms Hegemonie, Leipzig 1880.
- Die Bevölkerung der griechisch-römischen Welt, Leipzig 1886.
- Griechische Geschichte. 4 Bände, Straßburg 1893 ff. (Neubearbeitung 1912–1927).
- Römische Geschichte bis zum Beginn der punischen Kriege, Berlin 1926.